# Nok kultúra

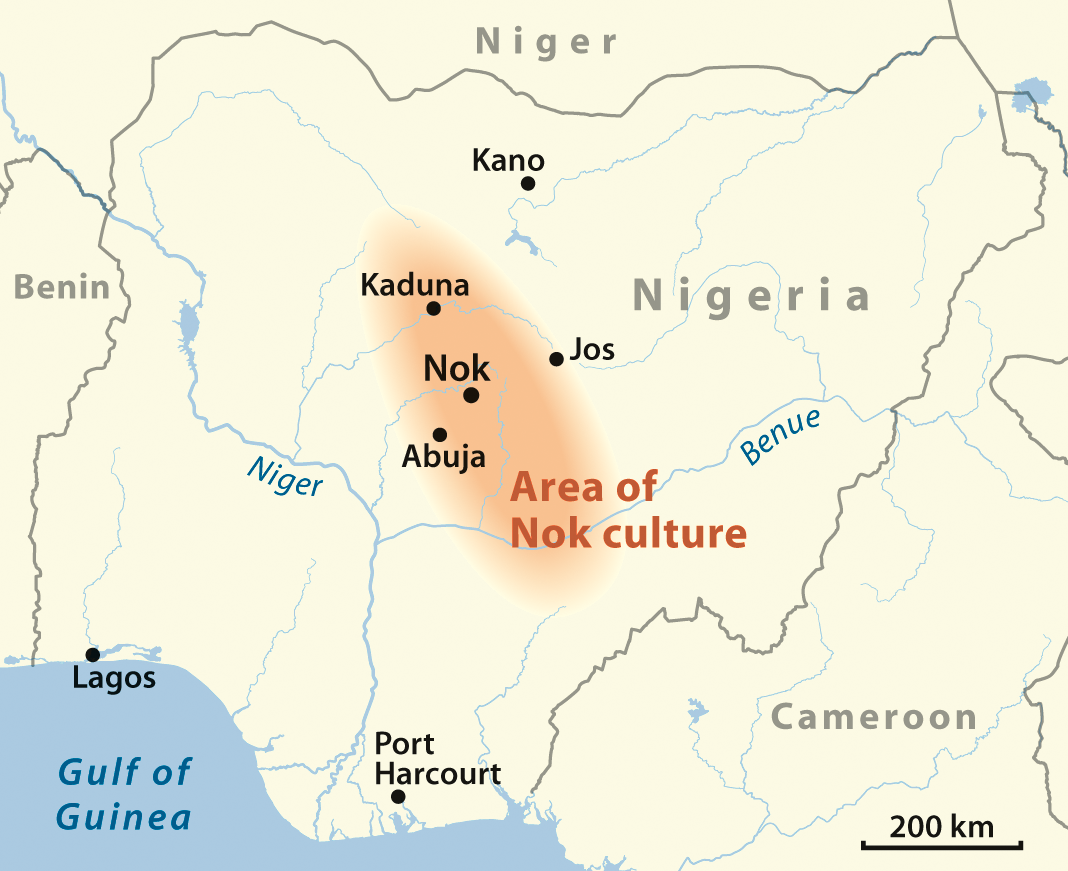
A Nok-kultúra területe Nigériában

A Nok kultúra a nevét a nigériai Nok falu neve után kapta, ahol a terrakotta szobrokat fedeztek fel 1928-ban.
A vaskori civilizáció kb. Kr. e. 1500 körül jelent meg, és Kr. u. 500 körül, ismeretlen körülmények miatt tűnt el. Nyugat-Afrika legelső olyan közössége volt, mely már bizonyítottan vasat olvasztott.

## Fekvése
A Nok kultúra a Szaharától délre eső és a Niger és Benue folyók között, Közép-Nigéria területén fekvő háromszögben, Katsina és Sokoto városok közelében található.

## Története

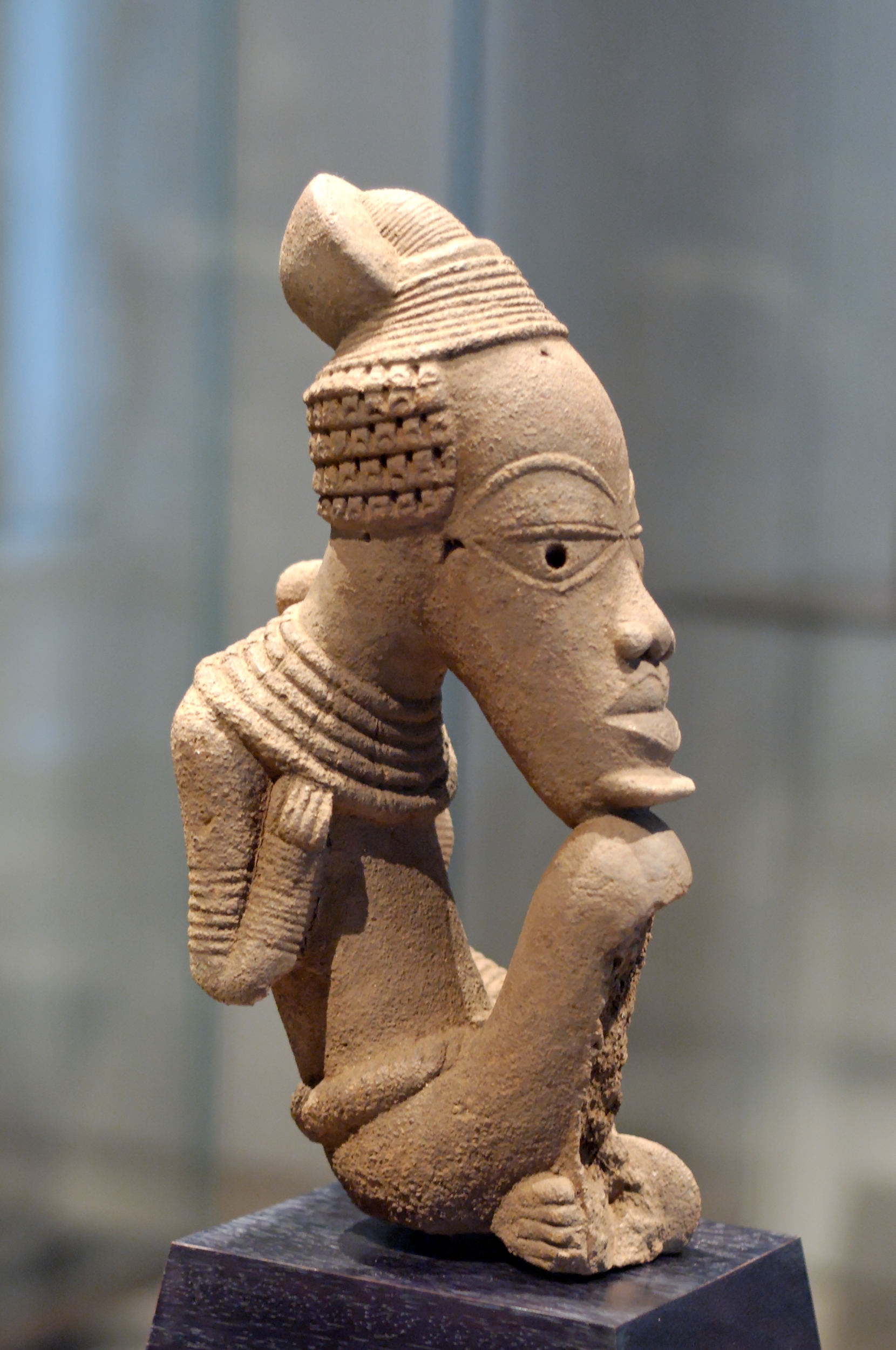
Nok terrakotta szobrocska a Louvreban

A civilizáció első nyomait véletlenül fedezték fel 1928-ban, a Josi-fennsíkon, Közép-Nigériában, ónbányászat közben az azonos Nok nevű falu közelében. Terrakotta szobrocskákat találtak, melyek stilizált állati és emberi alakokat ábrázolnak. Jellemzőik az elliptikus, háromszög alakú szemek, az embert ábrázoló alakok egyéni sajátosságai még például a szakáll, ékszerek és extravagáns frizura vagy fejfedő is.
A Nok-terrakották funkciója ismeretlen. Egyesek szerint a közösség halott tagjait reprezentálhatták, de van olyan nézet is, hogy fogadalmi ajándék lehetett, esetleg istenábrázolás. A terrakotta szobrocskák pontos feltalálási helyei nem ismertek. Napjainkban egyre nagyobb az érdeklődés irántuk, mind többen próbálják a vaskori társadalmak életét megérteni, amelynek középpontjában a közösség és a technológia találkozása áll, de az antropológusokat főként a vasnak a társadalomban betöltött szerepe foglalkoztatja.
A szobrocskák közül egyre több kerül az illegális műkincs-kereskedők kezére, a legkeresettebb árucikkek a nemzetközi művészeti piacon. Jelenleg a régészeti lelőhelyek pusztítása és fosztogatása nagyban hátráltatja a Nok kultúra kutatását.

## Régészet
A helyszínen folyó kutatásokat nagyban hátráltatja, hogy folyamatosan tűnnek el a kultúrához köthető terrakotta emlékek a több száz közép-nigériai lelőhelyről, és szinte azonnal megjelennek az illegális kereskedelem piacán, majd a műgyűjtőkhöz vándorolnak.

## Galéria

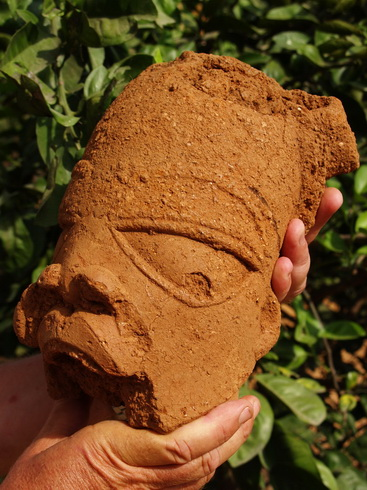
Feltárt terrakotta fejek egyike
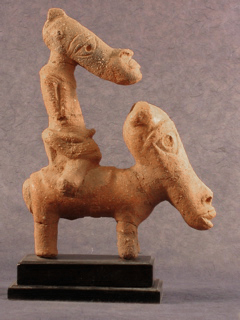
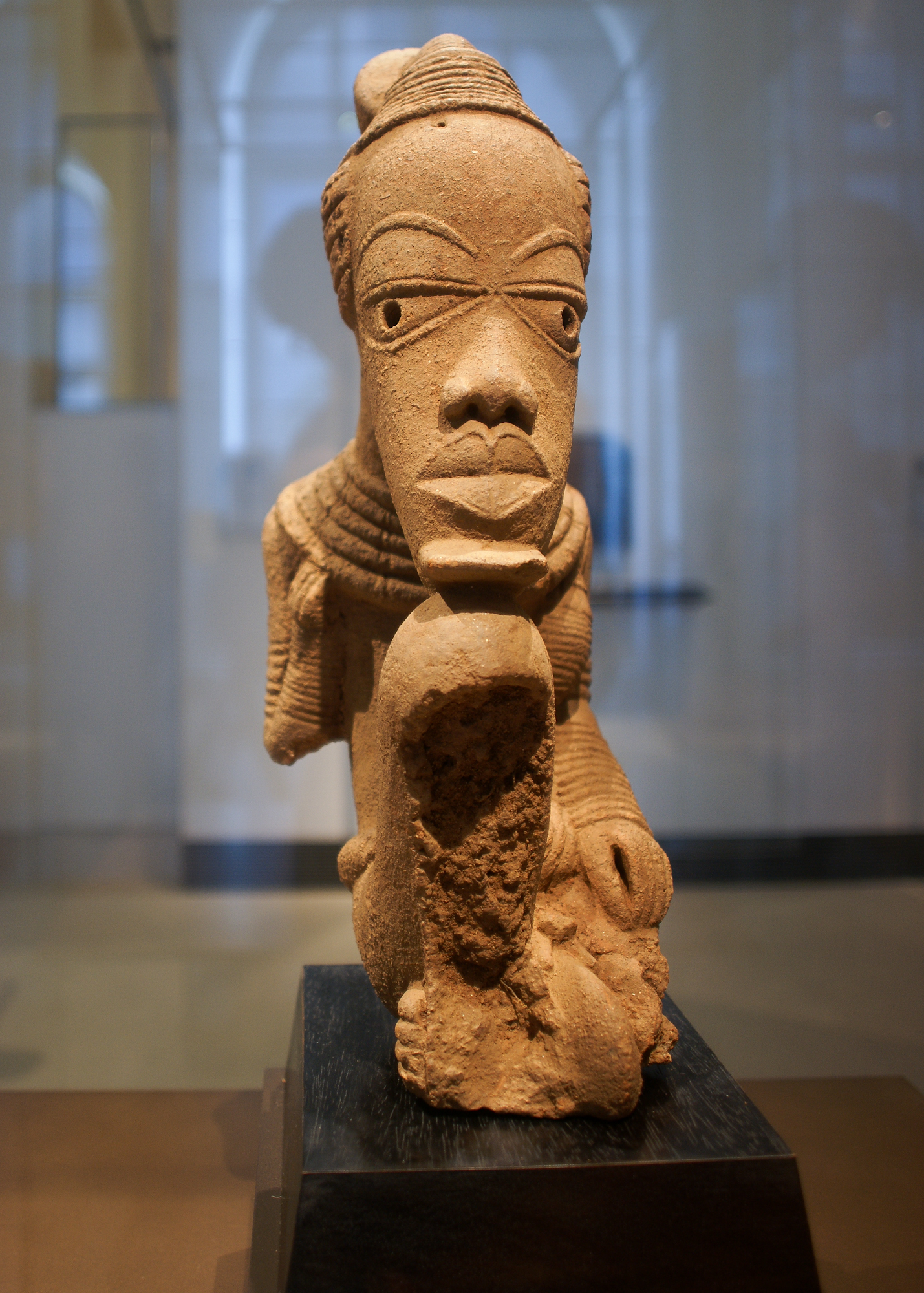
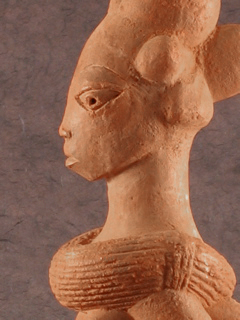
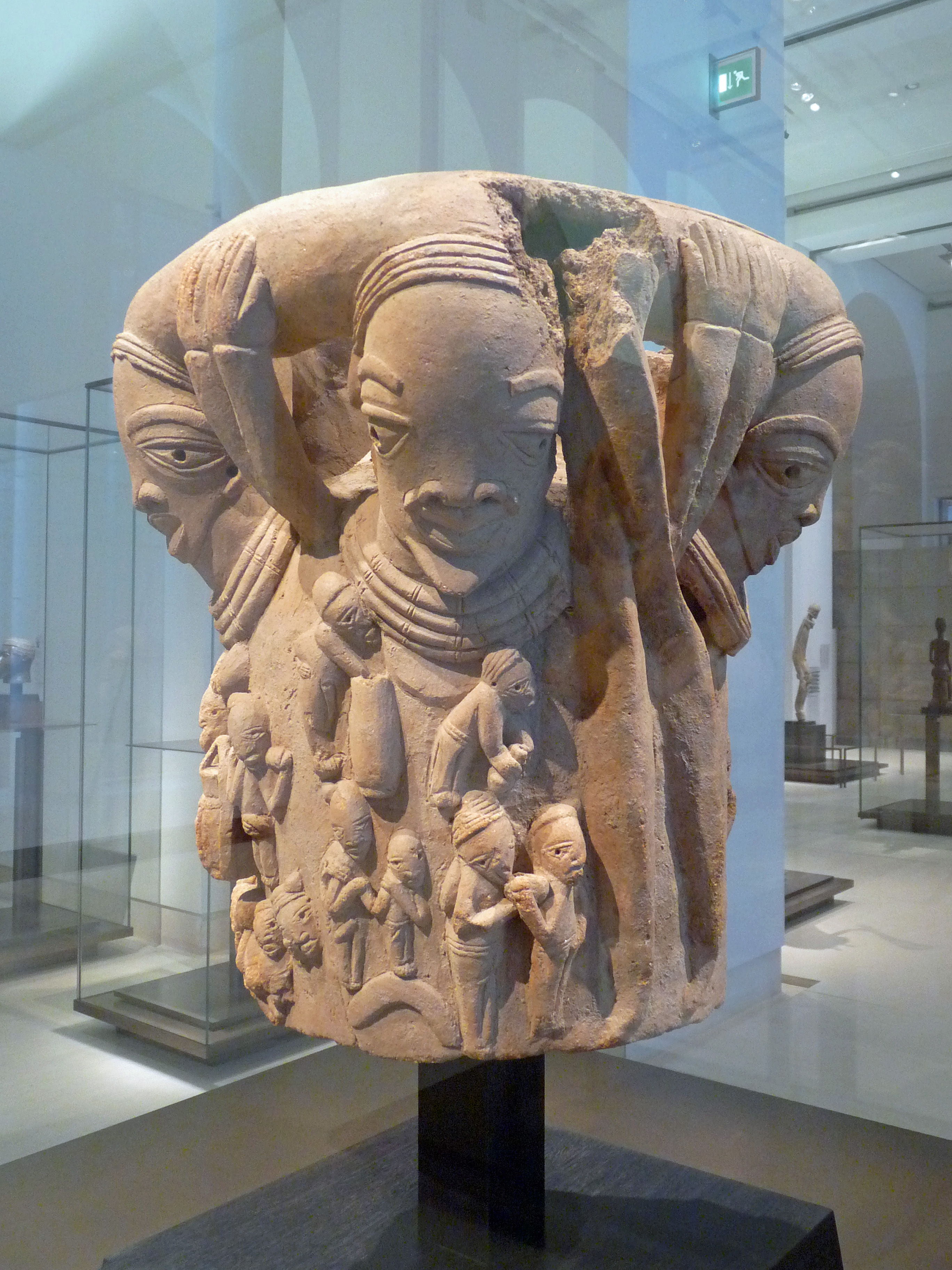